# Arsen Bagdasarýan
Arsen Bagdasarýan (11 marzo 1977) è un ex calciatore turkmeno, di ruolo difensore.

## Carriera

### Club
Ha cominciato a giocare nel Köpetdag Aşgabat. Nel 1998 è stato acquistato dal Nisa Aşgabat. Nel 2005 è passato al Gazçy Gazojak. Nel 2006 si è trasferito al Traktor Tashkent.

### Nazionale
Ha debuttato in Nazionale il 3 novembre 1999, nell'amichevole Estonia-Turkmenistan (1-1), in cui è subentrato a Arslan Annaovezow al minuto 89. Ha partecipato, con la Nazionale, alla Coppa d'Asia 2004. Ha collezionato in totale, con la maglia della Nazionale, 2 presenze.

## Palmarès

### Club

#### Competizioni nazionali
- Campionato di calcio del Turkmenistan: 4

Köpetdag Aşgabat: 1997-1998
Nisa Aşgabat: 1998-1999, 2001, 2003